# 1937 en football canadien
Chronologie
Saison précédente Saison suivante
1937 est la 54e saison depuis la fondation de la Canadian Rugby Football Union en 1884.

## Événements
La Quebec Rugby Football Union revient au football senior pour une unique saison, mais leur équipe championne, le Westmount Football Club, s'incline 63 à 0 en éliminatoires.

## Classements
| Clt   | Équipe                   | PJ | V | D | N | BP | BC | Pts |
| ----- | ------------------------ | -- | - | - | - | -- | -- | --- |
| +001, | Bronks de Calgary        | 8  | 5 | 3 | 0 | 47 | 70 | 10  |
| +002, | Blue Bombers de Winnipeg | 8  | 4 | 4 | 0 | 57 | 47 | 8   |
| +003, | Roughriders de Regina    | 8  | 3 | 5 | 0 | 58 | 45 | 6   |

| Clt   | Équipe                | PJ | V | D | N | BP | BC | Pts |
| ----- | --------------------- | -- | - | - | - | -- | -- | --- |
| +001, | Argonauts de Toronto  | 6  | 5 | 1 | 0 | 72 | 43 | 10  |
| +002, | Rough Riders d'Ottawa | 6  | 3 | 3 | 0 | 52 | 46 | 6   |
| +003, | Tigers de Hamilton    | 6  | 2 | 4 | 0 | 42 | 63 | 4   |
| +004, | Indians de Montréal   | 6  | 2 | 4 | 0 | 35 | 49 | 4   |

### Ligues provinciales
| Clt   | Équipe                 | PJ | V | D | N | BP | BC | Pts |
| ----- | ---------------------- | -- | - | - | - | -- | -- | --- |
| +001, | Imperials de Sarnia    | 4  | 3 | 0 | 1 | 31 | 19 | 7   |
| +002, | Balmy Beach de Toronto | 3  | 1 | 1 | 1 | 41 | 23 | 3   |
| +003, | Panthers de Hamilton   | 3  | 0 | 3 | 0 | 15 | 95 | 0   |

| Clt   | Équipe                          | PJ | V | D | N | BP | BC | Pts |
| ----- | ------------------------------- | -- | - | - | - | -- | -- | --- |
| +001, | Montreal Westmounts             | 6  | 4 | 2 | 0 | 46 | 28 | 7   |
| +002, | Montreal (C.N.R.) Nationals     | 6  | 3 | 2 | 1 | 54 | 48 | 3   |
| +003, | N.D.G. Eastwards/Yellow Jackets | 6  | 2 | 3 | 1 | 33 | 46 | 0   |
| +004, | McGill (seconds)                | 6  | 2 | 4 | 0 | 25 | 36 | 0   |

## Séries éliminatoires

### Finale WIFU
- 6 novembre : Calgary 13 - Winnipeg 10
- 11 novembre : Winnipeg 9 - Calgary 1

Les Blue Bombers de Winnipeg gagnent la série 19-14 et passent au match de la coupe Grey.

### Demi-finales de l'Est
- 20 novembre : Ottawa 15 - Toronto 11
- 27 novembre : Toronto 10 - Ottawa 1

Les Argonauts de Toronto gagnent la série 21-16
- Sarnia Imperials 63 - Montreal Westmounts 0

### Finale de l'Est
- 4 décembre : Argonauts de Toronto 10- Sarnia Imperials 6

Les Argonauts de Toronto passent au match de la coupe Grey.

### 25eCoupe Grey
- 11 décembre : Les Argonauts de Toronto gagnent 4-3 contre les Blue Bombers de Winnipeg au Varsity Stadium à Toronto (Ontario).

## Honneurs individuels
- Trophée Jeff-Russel (courage, habileté, jeu propre et esprit sportif dans l'IRFU) : Teddy Morris (AV), Argonauts de Toronto